# Tre Corone (Norvegia)
Le Tre Corone (Tre Kroner in norvegese; a volte anche Tre Kronor in nynorsk e in altre lingue scandinave) sono tre cime presenti nelle isole norvegesi delle Svalbard.
Localizzate nel ghiacciaio Kronebreen, hanno il nome di paesi scandinavi: Svea (1226 m), Nora (1226 m) e Dana (1175 m). L'isola dove sono situate, la più grande delle Svalbard, Spitsbergen ("montagne appuntite"), prese il nome proprio da queste cime da parte dell'esploratore olandese Willem Barents nel 1596.